# Kurdisk-islamisk syntes
Kurdisk-islamisk syntes (کوردایەتی ئیسلامی; Kurdayetiya Îslamî), även benämnd kurdisk-islamisk nationalism, är en form av kurdisk nationalism som är islamistisk istället för sekulär som den huvudsakliga kurdiska nationalismen.

## Historia
Ideologin växte fram efter avskaffandet av kalifatet och skapandet av Turkiet, vilket gjorde många kurder upprörda, som kände att deras kultur, religion, språk och folk var hotade på grund av Atatürks reformer. Ideologin var också reaktionär mot den turkisk-islamiska syntesen som uppstod under det sena osmanska riket, eftersom "de kurdiska religiösa ledarna blev medvetna om att turkarna hade använt islamiska symboler och känslor till förmån för sina nationalistiska syften, så de försökte göra detsamma."
Ideologin förknippades främst med Sheikh Said. En annan ideolog är Mullah Krekar. I några videor talar Mullah Krekar om kurdiska frågor och stödja kurdisk självständighet.  Även om han alltid gjorde det samtidigt som han behöll sin islamiska extremism. Han beskrevs som "att publicera politiska och nationalistiska uttalanden ena dagen, och jihadistiska uttalanden den andra". Mullah Krekar är också populist, och hans popularitet i irakiska Kurdistan steg mellan 2017 och 2019, främst bland ungdomarna som var emot den kurdiska regeringen. Mullah Krekar tillade också att sekularismen "har förstört de kurdiska värderingarna".
Shafi'i-skolan fick beröm för sin roll i bevarandet av den kurdiska kulturen, särskilt språket. Kürt Teavün ve Terakki Cemiyeti hävdade att om kurder förlorade sitt språk, skulle de förlora Shafi'i-skolan och sin etnicitet efteråt. Tidiga kurdiska rörelser under det osmanska riket kampanjade för officiell status för både det kurdiska språket och Shafi'i-skolan. Hanafiskolan var den officiella sekten i det osmanska riket och uppmuntrades offentligt av regeringen. Kurdistan var en övervägande Shafi'i-region omgiven av olika sekter och religioner. Anslutning till Shafi'i-skolan sågs samhälleligt som avgörande för den kurdiska identiteten. När turkiska nationalister insåg Shafi'i-skolans roll i det kurdiska samhället, försökte de sprida Hanafi-skolan till kurder i hopp om att det skulle leda dem till att anta en turkisk identitet också.
På 1980-talet betonade många kurdiska elever vid İmam Hatip-skolor "allt mer sin kurdiska identitet i opposition till de turkiska militära operationerna". Relationerna mellan sekulära kurder och islamistiska kurder gick snabbt från extremt spända till "ganska hjärtliga". Många islamistiska kurder började anta nationalism, medan många sekulära kurder, inklusive PKK, hade "givit upp sin tidigare arroganta inställning till islam" efter den nyfunna enigheten med islamisterna.
Syntesen växte under splittringen mellan kurdiska och turkiska islamister, eftersom kurderna anklagade turkarna för att fortsätta statens nationalistiska och assimilationistiska politik även under islamistisk diskurs, och använda ämnet islamiskt broderskap samtidigt som de försökte assimilera kurder genom att använda religion. Kurdiska islamister lämnade alltmer turkiska islamistiska kretsar.

## Kritik
2013 hävdade Altan Tan att "kurdisk-islamisk syntes" var en term som uppfanns av turkisk-islamiska synthesizers för att rättfärdiga att de "använder islam för att måla upp sitt eget imperium och hegemoni".